# Санта-Роса (Уругвай)
Санта-Роса (исп. Santa Rosa) — небольшой городок на юге Уругвая в департаменте Канелеонес.

## География
Расположен в 24 км к востоку от города Канелонес, на 51-м км национального шоссе № 6, в 1 км к северо-востоку от его пересечения с шоссе № 11.

## История
15 мая 1925 года получил статус малого города (Villa). Статус города (Ciudad) получил 29 августа 1972 года.

## Население
Население по данным на 2011 год составляет 3727 человек.
| Год  | Население |
| ---- | --------- |
| 1908 | 4 881     |
| 1963 | 2 440     |
| 1975 | 2 726     |
| 1985 | 2 808     |
| 1996 | 3 263     |
| 2004 | 3 660     |
| 2011 | 3 727     |

Источник: Instituto Nacional de Estadística de Uruguay